# In the Mix (film)
Pour les articles homonymes, voir In the Mix.
Pour plus de détails, voir Fiche technique et Distribution.
In the Mix est un film américain réalisée par Ron Underwood et sorti en 2005.

## Synopsis
Darrell Williams est DJ dans une discothèque de New York. Un soir, il sauve la vie de Frank, lors de la fête d'anniversaire de la fille de ce dernier, Dolly, étudiante en droit. Pour le remercier, Frank, un boss de la mafia qui fut l'ami de son père, invite Darrell à loger dans sa somptueuse villa. Vu la récente attaque dont il a été la victime, il exige que sa fille Dolly se fasse accompagner dans tous ses déplacements par quelqu'un de la maison. Dolly, récalcitrante, prend son père au pied de la lettre et exige que son garde du corps soit le beau DJ, puisqu'il fait maintenant partie de la maison. Darrell découvre le monde de Dolly, puis lui fait découvrir le sien et ils ne tardent pas à tomber amoureux l'un de l'autre. Dans le même temps, Frank et son rival de toujours, Salvatore, s'affrontent, manipulés par leurs lieutenants respectifs qui rêvent de prendre leur place.

## Fiche technique
Sauf indication contraire, les informations mentionnées dans cette section peuvent être confirmées par la base de données cinématographiques IMDb,  présente dans la section « Liens externes ».
- Titre original et français : In the Mix
- Réalisation : Ron Underwood
- Scénario : Jacqueline Zambrano, d'après une histoire de Chanel Capra, Cara Dellaverson et Brian Rubenstein
- Musique : Aaron Zigman
- Décors : Cynthia Charette
- Costumes : Ha Nguyen
- Photographie : Clark Mathis
- Montage : Don Brochu
- Production : John Dellaverson

Producteurs délégués : Bill Borden, Holly Davis Carter, Michael Paseornek et Usher
- Sociétés de production : J&C Entertainment et Ush Entertainment
- Sociétés de distribution : Lionsgate Films (États-Unis), Twentieth Century Fox (France)
- Budget : N/A
- Pays de production :  États-Unis
- Langue originale : anglais
- Format : couleur - 2.35:1 - 35 mm - son : Dolby Digital
- Genre : comédie dramatique, romance
- Durée : 95 minutes
- Dates de sortie[1] :
  - États-Unis : 23 novembre 2005
  - France : 16 août 2006
- Classification[2] :
  - États-Unis : PG-13
  - France : interdit aux moins de XX ans

## Distribution
- Usher Raymond : Darrell Williams
- Emmanuelle Chriqui : Dolly Pacelli
- Chazz Palminteri : Frank Pacelli
- K. D. Aubert : Cherise
- Robert Davi : Fish
- Kevin Hart : Busta
- Robert Costanzo : Fat Tony
- Matt Gerald : Jackie
- Anthony Fazio : Frankie Junior
- Geoff Stults : Chad
- Chris Tardio : Angelo
- Isis Faust : Lexi
- Nick Mancuso : Salvatore
- Page Kennedy : Twizzie
- Deezer D : Jojo

## Production
Le tournage a lieu à New York et Los Angeles.

## Bande originale
Le label J Records publie un album de chanteurs R'n'B pour accompagner la sortie du film.
Liste des titres
1. Rico Love – Settle Down
2. One Chance – That's My Word
3. Christina Milian – Be What It's Gonna Be
4. Chris Brown feat. Noah! – Which One
5. Keri Hilson – Hands & Feet
6. Rico Love feat. Usher – Sweat
7. Ryon Lovett – Get Acquainted
8. One Chance] – Could This Be Love
9. Anthony Hamilton – Some Kind of Wonderful
10. Robin Thicke – Against the World
11. YoungBloodz feat. Cutty & Fat Dog – Murda
12. Rico Love feat. Juelz Santana & Paul Wall – On the Grind